# Editio princeps

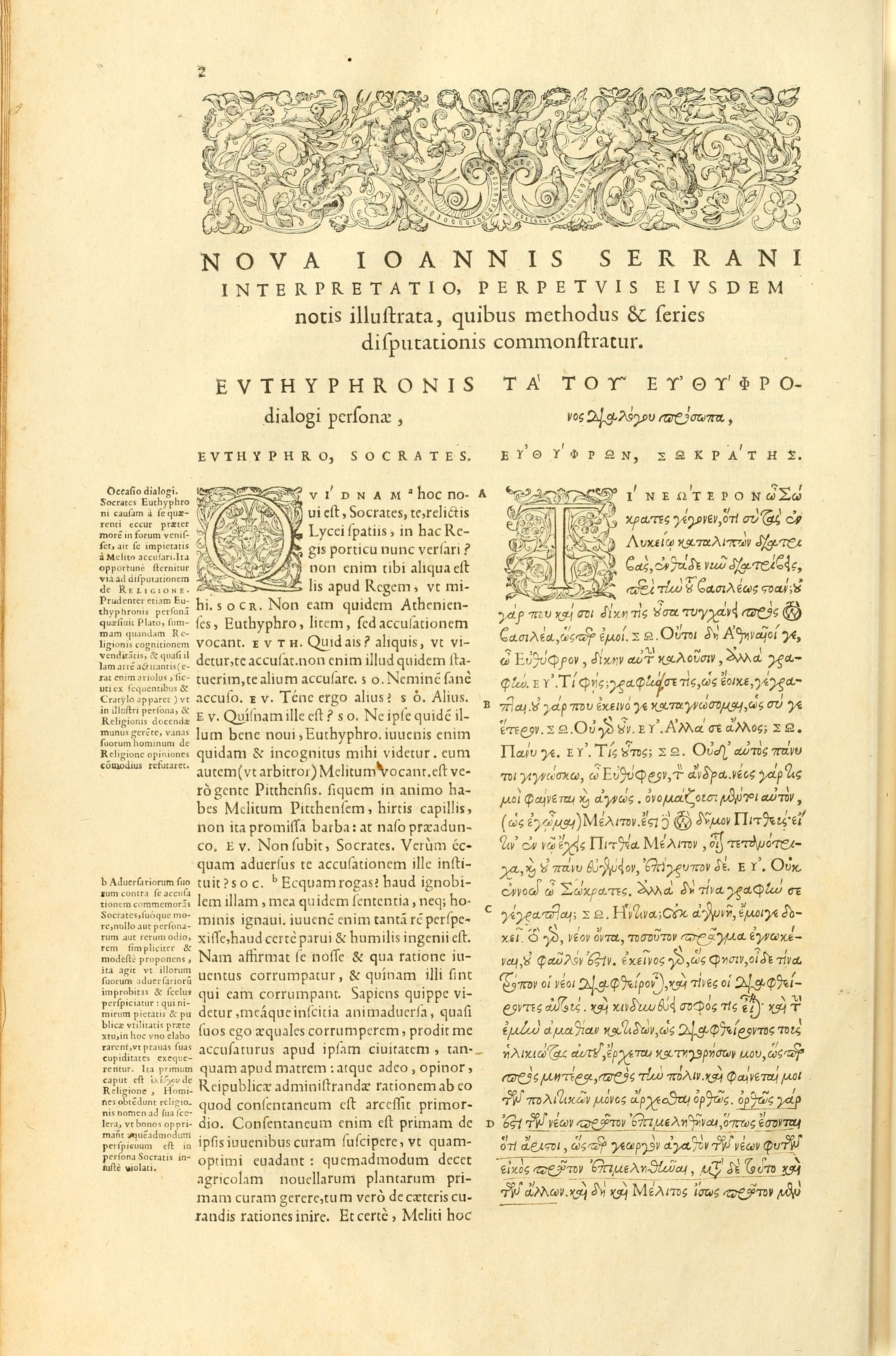
Platão, Eutífron, editio princeps, 1578

Na filologia clássica, a editio princeps (em latim, plural: editiones principes) de uma obra é a primeira edição impressa do trabalho, que anteriormente existia apenas em manuscritos que só poderiam ser distribuídos após serem copiados à mão. Como muitas vezes havia diferentes manuscritos da mesma obra ou havia dúvidas quanto à transcrição das palavras manuscritas, o trabalho do editor determinava o texto estabelecido único a partir do qual se deveria servir de referência.
Os textos mais importantes dos autores gregos e romanos clássicos foram, em sua maior parte, estabelecidos e publicados nos séculos XV e XVI, posteriormente à invenção da prensa móvel, por volta de 1450. A mais antiga editio princeps é provavelmente o diálogo De Officiis, de Cícero, publicada em 1465. A editio princeps de Homero é do editor Demétrio Calcondilas, que se acredita ter sido publicada em 1488. Um dos editores mais prolíficos de editiones principes durante o Renascimento foi Aldus Manutius, através da coleção das edições Aldinas, de Veneza.
Em alguns casos houve a publicação parcial de textos, de traduções (por exemplo, de grego a latim) e de um uso que simplesmente equivale à primeira edição. O termo também passou a ser usado para obras que não fazem parte apenas das literaturas grega e latina, mas da tradição literária ocidental. Também é usado para trabalhos legais e outros documentos importantes.